# Der Tod des weißen Pferdes
Pour plus de détails, voir Fiche technique et Distribution.
Der Tod des weißen Pferdes (littéralement « la mort du cheval blanc ») est un film allemand réalisé par Christian Ziewer, sorti en 1985.

## Synopsis
Au XVIe siècle, les paysans d'un village se révoltent contre leur maître, le nouvel abbé du monastère.

## Fiche technique
- Titre : Der Tod des weißen Pferdes
- Réalisation : Christian Ziewer
- Scénario : Christian Ziewer
- Photographie : Gérard Vandenberg
- Société de production :
- Pays :  Allemagne de l'Ouest
- Genre : Drame
- Durée : 111 minutes
- Dates de sortie : 
  -  Allemagne de l'Ouest : 3 octobre 1985

## Distribution
- Thomas Anzenhofer : Veit
- Raimund Dummert
- Peter Franke : Kilian Feuerbacher
- Udo Samel : le père Andreas
- Angela Schanelec : Anna
- Dietmar Schönherr : Caspar von Schenkenstein
- Jürgen von Alten
- Ulrich Wildgruber : Abbot Georg

## Distinctions
Le film a été présenté en sélection officielle en compétition lors de Berlinale 1985.